# Herstelbeweging
De herstelbeweging was een katholieke, conservatieve, anti-democratische beweging die zich in de periode van het interbellum ontwikkelde rond personen als Wouter Lutkie, Gerard Knuvelder en Emile Verviers. De beweging werd ook wel aangeduid als "katholieke herstelbeweging". De beweging ontwikkelde zich om de tijdschriften Katholieke Staatkunde en Opbouwende Staatkunde.

## Verviers'Katholieke Staatkunde
In 1922 verscheen Katholieke Staatkunde, dat werd geredigeerd door dr. E.G.H. Verviers, die privaatdocent in de economische en sociale politiek was aan de Rijksuniversiteit Leiden. Rogier noemde hem later de eerste fascistisch denkende politicus onder de Nederlandse katholieken. 'Katholieke Staatkunde' was geen lang leven beschoren. In 1924 zou het tijdschrift nog onder een andere naam verschijnen – Opbouwende Staatkunde – en enkele maanden later was het ter ziele. 
Terwijl aanvankelijk het karakter van het tijdschrift kan worden omschreven als integralistisch, ontwikkelde het zich in de loop van zijn korte bestaan tot een spreekbuis van fascistische opvattingen. 
Ongeveer gelijktijdig met het verschijnen van het eerste nummer van Opbouwende Staatkunde vond in 1924 de oprichting plaats van het 'Genootschap voor Opbouwende Staatkunde'.  De aanhangers van dit genootschap noemden zich anti-democraten "in den goeden en positieven zin des woords".
In de loop van het bestaan van Katholieke Staatkunde en Opbouwende Staatkunde vermindert Verviers invloed ten gunste van Lutkie. Aan hem was de rol van 'leider', door het optreden van het episcopaat, niet lang voorbehouden. 
In augustus 1924 ging Opbouwende Staatkunde op in De Vaderlander, het orgaan van het Verbond van Actualisten. 